# Kalše
Kalše so naselje v Občini Slovenska Bistrica.